# Léon Marchand
  Léon Marchand    (Tolosa, 17 de maig de 2002) és un nedador francès, especialista en el combinat d'estils i papallona.

## Biografia
És nascut el 17 de maig de 2002 a Tolosa de Llenguadoc (Occitània), fill de Xavier Marchand, nedador olímpic el 1992 i 2000, i Céline Bonnet, també olímpica el 1992. Així mateix el seu oncle, Christophe Marchand ho va ser el 1988 i 1992. Durant la seva infància els seus pares va inculcar-li la passió per la natació. Quan tenia 18 anys va posar-se en contacte amb Bob Bowman, tècnic que havia entrenat i portat a la victòria a Michael Phelps, i va demanar-li que l'entrenés i aquest va acceptar. Des de llavors, Marchand resideix als Estats Units i estudia a la Universitat d'Arizona.
Consolidat com un dels millors nedadors francesos de la seva generació, el 2022 va participar al campionat mundial celebrat a Budapest, va obtenir dues medalles d'or, una en 200 m estils i una altra en 400 m estils, i una de plata en els 200 m papallona. Al campionat mundial celebrat a Fukuoka el 2023 va obtenir tres medalles d'or, en 200 m estils, 400 m estils, consolidant el seu domini sobre aquestes categories, i 200 m papallona. En aquesta competició, també va obtenir el triomf a 400 m estils i establint un nou rècord olímpic, que va superar l'anterior de Michael Phelps.
Als Jocs Olímpics de Tòquio de 2020, va ser esdevenir el sisè en els 400 estils. Als Jocs Olímpics de París 2024 va guanyar quatre medalles d'or: la de 400 m estils; dues més en un mateix dia, la de 200 m papallona i els 200 m braça, un fet que no succeïa des de 1976; i la darrera dos dies després, en els relleus de 200 metres estils.